# Hygrocrates lycaoniae
Hygrocrates lycaoniae är en spindelart som först beskrevs av Brignoli 1978.  Hygrocrates lycaoniae ingår i släktet Hygrocrates och familjen ringögonspindlar. Inga underarter finns listade i Catalogue of Life.